# Manihot hunzikeriana
Manihot hunzikeriana är en törelväxtart som beskrevs av Mart.Crov.. Manihot hunzikeriana ingår i släktet Manihot och familjen törelväxter. Inga underarter finns listade i Catalogue of Life.